# 吳昶
吳昶（1500年—？），字伯明，號晉菴，山東登州衛旗籍，直隸泰州人，明朝政治人物。

## 生平
嘉靖七年（1528年）戊子科山東鄉試第五十六名舉人。嘉靖二十三年（1544年）中式甲辰科會試第三百十名，登第三甲第一百一十六名進士。授河南推官，嘉靖二十七年（1548年）十一月选授福建道试監察御史，二十八年六月实授。巡按山西，後乞终养归。隆庆初卒。著有《石洞主人稿》。

## 家族
曾祖吳賴；祖父吳楨；父吳河，母倪氏。慈侍下。弟吴章。